# اوبروواتس (باچکا پالانکا)
اوبروواتس (به صربی: Obrovac) یک منطقهٔ مسکونی در صربستان است که در Bačka Palanka Municipality واقع شده‌است. اوبروواتس ۳٬۱۷۷ نفر جمعیت دارد.